# Эргырон
«Эргырон» — государственный академический чукотско-эскимосский ансамбль (с 12 мая 2020 года).
В переводе с чукотского языка «Эргырон» — «Рассвет».

## История
«Эргырон» был создан в 1968 году как профессиональный ансамбль песни и танца, в 1974 году приобрёл статус государственного. В августе 2000 года ансамбль признан особо ценным объектом наследия Чукотского автономного округа. В ноябре 2018 года "Эргырон" отметил своё 50-летие; зрителям была показана новая концертная программа. В мае 2020 года ансамблю было присвоено звание «академический».

## Об ансамбле
"Эргырон" был создан в целях сохранения и преумножения вокально-хореографического наследия народов Чукотки. Ансамбль является профессиональным коллективом, носителем и хранителем национального вокального, хореографического и декоративно-прикладного искусства не только чукчей и эскимосов, но и других малочисленных народностей Крайнего Северо-востока России: коряков, чуванцев, эвенов, алеутов и эвенков.
В золотой фонд ансамбля вошли многочисленные национальные песни, танцы и миниатюры: «Полёт чайки против ветра», «Забой оленя», «Сбор яиц на скале», а также балет «Легенда о Вороне», опера «Девушка и Смерть», мюзикл «Сказка о добре и зле».
Всего в репертуаре ансамбля более 300 произведений вокального и хореографического искусства. Участники являются исполнителями и авторами саундтрека к философскому мультфильму «Кутх и мыши».

## Награды и премии
- премия Ленинского Комсомола (1985) — за пропаганду народного творчества среди молодёжи
- дипломы Всероссийского конкурса ансамблей песни и танца; Всемирных фестивалей молодежи и студентов, Международного конкурса «Голос Азии», Международных фестивалей фольклорной музыки в Монтере и Монтиньяке (Франция), многочисленных международных фестивалей фольклорной музыки народов Севера.

## Музыка к мультфильмам
- «Кутх и мыши»
- «Бескрылый гусёнок»